# بلک ریوارد
بلک ریوارد (به انگلیسی: Black Reward) (به فارسی: پاداش سیاه) یک گروه هکری ایرانی است که هدف آن مقابله با نظام جمهوری اسلامی ایران و آشکارسازی در مورد فعالیت‌های این حکومت است.

## حملات هکری
برخی از اقدامات این گروه علیه سامانه‌های نظام جمهوری اسلامی عبارتند از:
- هک ایمیل کارکنان دانشگاه الزهرا
- حمله سایبری به پرس تی‌وی و ارسال ایمیلی با عنوان «زن، زندگی، آزادی» به کارمندان و بخش‌های مختلف این رسانه دولتی ایرانی[۱][۲]
- رخنه اطلاعاتی به شرکت مادر نیروگاه هسته‌ای بوشهر و انتشار اسناد و اطلاعاتی از جزئیات برنامه هسته‌ای ایران[۳]
- هک خبرگزاری فارس در ۴ آذر ۱۴۰۱[۴]
- افشای فایل صوتی نشست قاسم قریشی، جانشین فرماندهی بسیج با مدیران خبرگزاری فارس در ۷ آذر که به خیزش ۱۴۰۱ ایران و برنامه‌های حکومت و نهادهای امنیتی برای مقابله با آن پرداخته‌بود.[۵]
- هک سایت دانشگاه امام صادق: در تاریخ سی ام دی ماه ۱۴۰۱ سایت دانشگاه امام صادق مورد حمله هکری قرار گرفت.[۶][۷]
- هک اپلیکیشن هفت هشتاد و ارسال پیام به کاربران اپلیکیشن هفت هشتاد.

## انتشار اسناد شرکت توسعه انرژی اتمی
این گروه در مهر ۱۴۰۱ سامانه داخلی ایمیل‌های شرکت تولید و توسعه انرژی اتمی ایران را هک کرد و با انتشار تصویر یکی از مدارکی که از این هک به دست آورده بود، ۲۴ ساعت به مقام‌های جمهوری اسلامی فرصت داد تا تمام زندانیان سیاسی، عقیدتی، و معترضان را آزاد کنند. بلک ریوارد هشدار داد در صورت آزاد نشدن زندانیان، اقدام به انتشار اسنادی خواهد کرد که در جریان هک سایت شرکت توسعه انرژی اتمی ایران به دست آورده‌است و این بر پروژه اتمی جمهوری اسلامی تأثیر خواهد گذاشت.
این گروه در روز شنبه ۳۰ مهرماه در پایان ضرب‌الاجل یک روزه خود به مقامات ایران، با انتشار پیام جدیدی در حساب تلگرام خود، ۵۰ گیگابایت از اسناد هک شده این شرکت از جمله اسناد قراردادها، پرداخت دستمزدها و ایمیل‌های رسمی را منتشر کرد. تا کنون از این اسناد اطلاعاتی در دسترس نیست و بازتابی در رسانه‌ها نداشته‌است.